# Symfonie nr. 2 (Mozart)
Symfonie nr. 2, KV 17, in Bes majeur, is een symfonie, waarvan men eerst dacht dat Wolfgang Amadeus Mozart ze geschreven had. Nu denkt men echter dat niet Mozart, maar zijn vader Leopold Mozart de symfonie gecomponeerd heeft. De symfonie werd geschreven in 1765.

## Orkestratie
De symfonie is geschreven voor:
- Twee hobo's,
- Twee hoorns in B.
- Twee violen, altviool, cello, contrabas.

## Delen
De symfonie bestaat uit vier delen:
1. Allegro, 4/4
2. Andante, 2/4
3. Menuetto I en II, 3/4
4. Presto, 3/8